# Fantamorto
Il fantamorto, noto anche come totomorto o col nome inglese dead pool, è un gioco di ruolo del tipo fantasport consistente nell'organizzare e gestire per svago squadre virtuali formate da personaggi pubblici reali, a cui sono attribuiti dei punti in base al loro decesso e/o alle disgrazie subite.

## Storia
Le scommesse sulla morte di celebrità risalgono almeno al XVI secolo: il 21 marzo 1591 papa Gregorio XIV emise la bolla pontifica Cogit Nos depravata, in cui proibiva ai cattolici di scommettere sulla futura elezione e sulla morte dei cardinali e dei pontefici. Nel 1743 il circolo privato per gentiluomini White's di Londra mise a disposizione dei propri membri un libro in cui registrare le scommesse fatte tra di loro: include la scommessa tra Lord Lincoln e Winchelsea, che scommisero 100 ghinee che la Duchessa Vedova di Marlborough non sarebbe sopravvissuta alla Duchessa Vedova di Cleveland. Nei primi anni del XX secolo era possibile scommettere sulla morte dei partecipanti a sport pericolosi come gli sport motoristici, ad esempio dei piloti della prima edizione della 500 Miglia di Indianapolis del 1911.
Nel 1934 un dipendente di un giornale di New York organizzò un gioco che potrebbe essere stato il primo esempio al mondo di ciò che oggi riconosceremmo come un fantamorto: scrisse i nomi di cento celebrità su altrettanti foglietti di carta, li mise in un cappello e convinse cento suoi colleghi a pagare un dollaro per pescare uno dei foglietti, associando per una settimana la celebrità scritta sul foglietto al giocatore che l'aveva estratto e procedendo con una nuova estrazione ogni settimana (sempre al costo di un dollaro a foglietto) fino alla morte di una delle celebrità; chiunque fosse stato associato ad una delle celebrità in gioco al momento del decesso di tale celebrità avrebbe vinto l'intera somma in palio. La competizione finì in parità dopo 70 settimane, in quanto due delle celebrità scelte, il pioniere dell'aviazione Wiley Post e il comico Will Rogers, morirono entrambi nello stesso incidente aereo in Alaska nell'agosto del 1935. I due vincitori ricevettero 3.500 dollari a testa, il valore dell'epoca di una grande casa monofamiliare nella periferia di New York.
In tempi più recenti, si sono affermati fantamorti noti per la loro longevità o partecipazione, come il Derby Dead Pool nel Regno Unito,  che si tiene sin dal 1996, e il fantamorto di Rotten.com, un tempo il più partecipato al mondo, che utilizzava NNDB come database di celebrità verificate e come certificatore del loro stato di vita.
Esistono anche varianti in cui oggetto del gioco non sono celebrità ma aziende o personaggi di fantasia: nel 2000 il sito web Fucked Company lanciò un "dot-com dead pool", ovvero un gioco in cui invitava gli utenti a prevedere quali startup del settore informatico sarebbero fallite durante la bolla delle dot-com di quell'epoca (il sito stesso chiuse i battenti nel 2007 dopo una lunga vicenda legale in cui fu bersaglio di azioni legali strategiche contro la partecipazione pubblica da parte di diverse aziende); nel 2019, a causa dell'elevato numero di personaggi uccisi nelle prime sette stagioni della popolare serie televisiva fantasy Il Trono di Spade, sono stati lanciati su internet dei fantamorti per la sua stagione finale.

### In Italia
Anche in Italia si sono diffuse diverse versioni del fantamorto, divenute popolari su internet sin dai primi anni '10,; il primo sito web italiano dedicato al fantamorto organizza un campionato annuale online sin dal 2009, edizione che vedeva sei partecipanti, cresciuti nel tempo fino a raggiungere le quasi 10.000 squadre iscritte nell'edizione 2023/2024. Il regolamento offre diverse varianti ironiche, ad esempio per la data di inizio campionato (2 novembre, giorno della commemorazione dei defunti nel cristianesimo), la valuta utilizzata (la lira, valuta "morta") o per i nomi assegnati ai bonus e malus previsti dal gioco.

## Elementi principali del gioco
Nel tempo si sono diffuse diverse varianti, con regole più o meno strutturate sugli elementi principali, tra cui:
- durata: solitamente pari ad un anno solare, in quanto i giocatori scelgano le celebrità che pensano moriranno entro l'anno (es. tra il 1º gennaio e il 31 dicembre), ma esistono anche varianti legate a specifici eventi di durata inferiore all'anno solare (es. evento sportivo);
- oggetto del gioco: solitamente si tratta di celebrità, ma esistono varianti in cui si scommette su altri elementi (es. aziende o personaggi di fantasia);
- composizione della squadra: comunemente la squadra è composta da un numero fisso di elementi, che decresce man mano che questi ultimi muoiono, ma esistono versioni in cui è possibile sostituire gli elementi morti, o anche aggiungerne di nuovi come bonus;
- punteggio: in alcune versioni si conquistano punti solo in base al numero di morti previste ad inizio anno, in altre vengono assegnati (bonus) o sottratti (malus) punti anche in caso di eventi negativi o positivi occorsi alle celebrità scelte.

## Influenze culturali
Nel suo romanzo del 1885 Bel Ami, Guy de Maupassant descrive un gioco noto come "Il giuoco della morte e dei quaranta vecchioni": i vecchi in questione sono i quaranta membri dell'Académie française, un comitato formato dalle persone più sagge e dotte di Francia. Il gioco, popolare nella società parigina a quel tempo, consisteva nell'indovinare chi di loro sarebbe morto e chi lo avrebbe sostituito.
Il film Scommessa con la morte del 1988 è originariamente titolato The Dead Pool. Nel film i partecipanti stilano una lista di dieci personaggi famosi e scommettono su quanti di loro moriranno nel prossimo futuro. Clint Eastwood, nei panni dell'ispettore detective Harry Callaghan, indaga sul gioco e scopre che non solo le persone sulla lista continuano a morire in circostanze sospette, ma che anche il suo nome è presente nell'elenco.
Wade Wilson, personaggio dei fumetti della Marvel Comics apparso per la prima volta nel 1991, sceglie il proprio pseudonimo Deadpool prendendo spunto dal nome del gruppo di pazienti del Dr. Killebrew (in inglese dead pool) che erano stati selezionati da quest'ultimo per i suoi esperimenti mortali, su cui gli scienziati di Arma X erano soliti scommettere. Nel film Deadpool del 2016, il personaggio sceglie il proprio nome dal fantamorto (anche in questo caso in inglese dead pool) giocato da un gruppo di mercenari, lui compreso, presso il proprio bar preferito.
Nella serie MTV Teen Wolf, la trama principale della quarta stagione (del 2014) ruota attorno a una squadra di morti che prende di mira gli esseri soprannaturali di Beacon Hills, creata da un misterioso personaggio chiamato Il benefattore.
Nel 2021 il programma televisivo Le Iene ha organizzato uno scherzo a Cesare Ragazzi, in cui dopo averlo selezionato in squadra su un sito web del fantamorto ha inscenato un finto tentativo di uccisione sebbene il regolamento del gioco vieti ai partecipanti di "rendersi parte attiva nel conseguimento dei punti".

## Controversie
Alcuni psicologi hanno messo in allerta sui potenziali rischi causati dalla normalizzazione della morte attraverso il gioco: dall'alterazione della percezione del rischio di morte all'accrescimento del senso di violenza e autoviolenza.
Tra le celebrità che hanno descritto la propria reazione alla notizia di essere stati schierati in squadre del fantamorto, Fedez ha dichiarato di esserne rattristato.